# Station Wickham Market
Wickham Market is een spoorwegstation van National Rail in Campsea Ashe, Suffolk Coastal in Engeland. Het station is eigendom van Network Rail en wordt beheerd door Greater Anglia. 